# NGC 2505
NGC 2505 ist eine Balken-Spiralgalaxie vom Hubble-Typ SBa im Sternbild Luchs am Nordsternhimmel. Sie ist rund 321 Millionen Lichtjahre von der Milchstraße entfernt und hat einen Durchmesser von etwa 110.000 Lichtjahren.
Das Objekt wurde am 18. März 1790 von William Herschel entdeckt.